# Hamilton (musical)
|  | Aquest article tracta sobre el musical. Si cerqueu la pel·lícula, vegeu «Hamilton (pel·lícula)». |

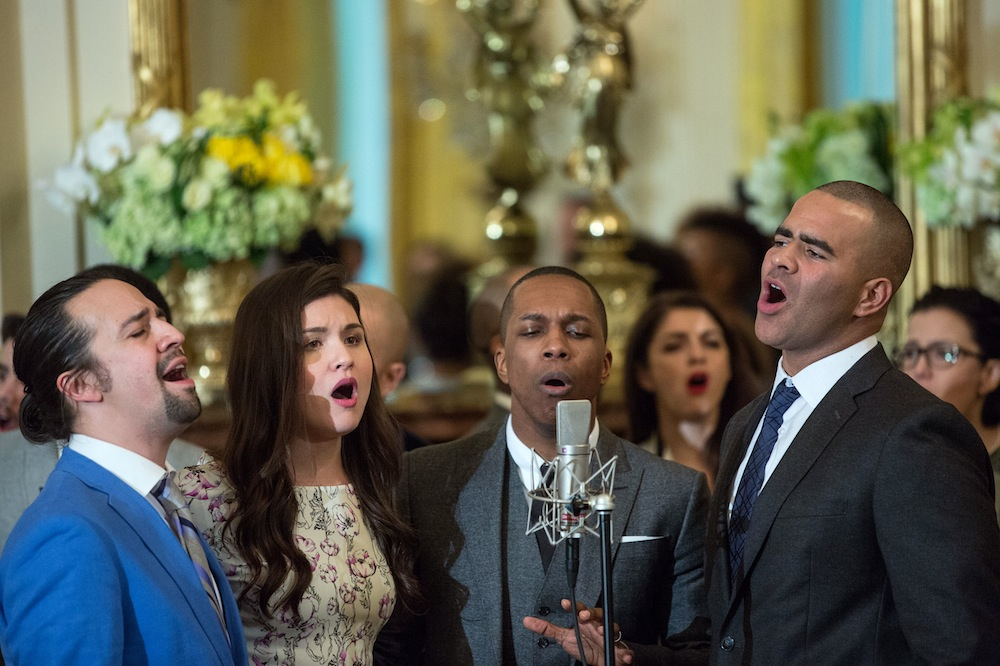
Membres del repartiment actuant parts del musical a la Casa Blanca, 2016. L–R: Lin-Manuel Miranda, Phillipa Soo, Leslie Odom Jr., i Christopher Jackson

Hamilton: An American Musical, conegut com a Hamilton, és un musical amb música, lletra i llibret de Lin-Manuel Miranda. Explica la història d'Alexander Hamilton, uns dels pares fundadors dels Estats Units d'Amèrica. Està inspirat en la biografia del 2004 d'Alexander Hamilton escrita per Ron Chernow. L'obra se serveix fortament del hip hop, així com també del R&B, el pop, el soul, i cançons d'estil tradicional. En el repartiment de l'espectacle hi consten actors no blancs en els papers dels Pares Fundadors i altres figures històriques. Degut a aquest estil modern d'explicar la història, Hamilton ha estat descrit com una obra sobre "l'Amèrica d'aleshores, explicada per l'Amèrica d'ara."
En la seva estrena, Hamilton va rebre el reconeixement de la crítica. L'espectacle es va estrenar al Teatre Públic, Off-Broadway, el 17 de febrer de 2015, on va esgotar localitats; va guanyar vuit Drama Desk Awards, incloent el de Millor musical. Es va estrenar a Broadway al Richard Rodgers Theatre, el 6 d'agost de 2015, on va rebre crítiques positives i amb vendes d'entrades excepcionalment altes. Als Tony Awards del 2016, Hamilton va aconseguir un rècord de 16 nominacions i hi guanyà 11 premis, incloent el de Millor Musical. El 2016 va rebre el Premi Pulitzer de Teatre.

## Sinopsi
El musical detalla la vida de Hamilton en dos actes, i com diversos personatges històrics van influenciar en aquesta, com ara Gilbert du Motier de La Fayette, Aaron Burr, John Laurens, Hercules Mulligan, Elizabeth Schuyler Hamilton, Angelica Schuyler, Peggy Schuyler, Philip Hamilton, i els antics presidents George Washington, James Madison, i Thomas Jefferson.

### I Acte
L'orfe Alexander Hamilton abandona l'illa de Nevis ("Alexander Hamilton"). Després d'arribar a Nova York el 1776, Hamilton coneix Aaron Burr, John Laurens, Marquès de Lafayette, i Hercules Mulligan ("Aaron Burr, Sir") i els impressiona amb les seves habilitats retòriques ("My Shot"). Seguidament, s'expliquen els seus objectius revolucionaris els uns als altres ("The Story of Tonight"). Mentrestant, les germanes Angelica, Eliza i Peggy Schuyler van a la ciutat a buscar possibles pretendents ("The Schuyler Sisters"). Samuel Seabury adverteix a tothom dels perills del Congrés, però Hamilton discrepa i intenta contraatacar ("Farmer Refuted"). Aleshores, el Rei Jordi insisteix en la seva autoritat ("You'll Be Back"). Durant la campanya de Nova York i Nova Jersey, Hamilton accepta una posició com a ajudant de camp de George Washington ("Right Hand Man"), enlloc d'estar en un comandament de camp.
Al ball de Philip Schuyler ("A Winter's Ball"), l'Eliza Schuyler s'enamora completament d'Alexander, l'amor és correspost i es casen ("Helpless"), mentrestant, durant el casament, l'Angelica explica com reprimeix els seus sentiments per la felicitat de la seva germana ("Satisfied"). Després del casament, Burr felicita Hamilton per la seva posició com a ajudant de camp de Washington; Hamilton admet que preferiria tenir la posició de Burr al camp de batalla ("The Story of Tonight (Reprise)"). Burr, gelós, explica l'ascens ràpid de Hamilton en contraposició a la seva carrera més cautelosa ("Wait For It").
Mentre, les condicions empitjoren per l'Exèrcit Continental, Charles Lee és expulsat del comandament per la seva actitud covarda. Com a resposta, Lee comença a insultar Washington i crea rumors. Hamilton, volent protegir la reputació de Washington, ajuda a Laurens en un duel contra en Lee ("Stay Alive"). Laurens fereix a Lee i guanya el duel ("Ten Duel Commandments"). La reacció de Washington és enviar Hamilton a casa ("Meet Me Inside"). Allà, Eliza revela que està embarassada i que havia demanat a Washington que l'enviés a casa per poder estar amb ell. A més a més demana a Hamilton que temporalment s'aparti de la seva vida professional, per tal de poder assimilar tot el que els ha passat a la vida familiar ("That Would Be Enough"). Lafayette aconsegueix persuadir França perquè els ajudi contra els britànics ("Guns and Ships") i demana a Washington que reincorpori a Hamilton per ajudar a planejar el Setge final de Yorktown. Washington accepta i explica a Hamilton, qui està convençut que morir com un màrtir és una bona idea per convertir-se en un heroi de guerra, que ha de ser prudent amb les seves accions perquè la història li passarà factura ("History Has Its Eyes on You"). Al Setge de Yorktown, Hamilton s'uneix a Lafayette per acabar amb l'exèrcit britànic, revelant que Mulligan estava fent d'espia per ells, ajudant-los a planejar com tancar als britànics i guanyar la guerra ("Yorktown (The World Turned Upside Down)").
Just després de la victòria a Yorktown, el Rei Jordi pregunta als rebels com s'ho faran per autogovernar-se ("What Comes Next?"). Lafayette retorna a França amb la idea d'inspirar els francesos per tenir la seva pròpia revolució. Neix Philip, el fill primer de Hamilton i Burr té una filla, amb el mateix nom que la mare, Theodosia. Junts canten una cançó expressant que faran qualsevol cosa per protegir els seus fills ("Dear Theodosia"). Hamilton rep una carta que diu que Laurens ha mort en un enfrontament sense sentit amb oficials britànics, després que la guerra oficialment hagués acabat ("Tomorrow There'll Be More of Us"). Hamilton és el coautor dels Federalists Papers. Washington, tot just elegit president, selecciona Hamilton com a Secretari del Tresor. Eliza, però, li suplica a Hamilton que es quedi amb ella mentre Angelica es trasllada a Londres amb el seu nou marit ("Non-Stop").

### II Acte
Thomas Jefferson torna als EUA després de ser l'ambaixador dels Estats Units a França ("What'd I Miss"). El 1789, Jefferson i Hamilton debaten la proposta financera de Hamilton en una reunió del gabinet. Washington diu a Hamilton que ha de trobar la manera de guanyar-se al Congrés perquè donin suport al seu pla ("Cabinet Battle #1").
Eliza i la seva família, juntament amb l'Angelica que ha tornat de Londres, fan un viatge durant l'estiu. Hamilton es queda ja que ha de treballar ("Take a Break"). Hamilton comença una aventura amb Maria Reynolds i, el marit d'aquesta aprofita per fer-li xantatge ("Say No To This"). Durant un sopar privat, Hamilton, Jefferson i James Madison fan el Compromís de 1790, donaran suport al pla financer de Hamilton a canvi de situar la capital permanentment del país al riu Potomac. Burr relata aquests esdeveniments afegint que enveja la influència de Hamilton al govern i desitja poder tenir un poder similar ("The Room Where It Happens"). Burr canvia de partit polític i derrota a Philip Schuyler, pare de les germanes Schuyler, al Senat ("Schuyler Defeated").
En una altra reunió del gabinet, Jefferson i Hamilton debaten si els Estats Units haurien d'ajudar França en el seu conflicte amb Gran Bretanya. El president Washington acaba estant d'acord amb Hamilton i decideix mantenir-se neutral al conflicte ("Cabinet Battle # 2"). Arran d'això, Jefferson, Madison i Burr decideixen unir forces per trobar la manera de desacreditar Hamilton als ulls de Washington ("Washington on Your Side"). Jefferson dimiteix per poder presentar-se a la presidència, Washington decideix retirar-se i Hamilton l'ajuda a escriure un discurs de comiat ("One Last Time").
El rei George rep la notícia que George Washington ha deixat la presidència i que serà substituït per John Adams ("I Know Him"). John Adams es converteix en el segon president i acomiada a Hamilton, que, en resposta, publica una crítica inflamatòria del nou president ("The Adams Administration"). Jefferson, Madison i Burr acusen Hamilton d'especular amb fons governamentals i ell ho nega tot explicant-los la seva aventura amb Maria Reynolds ("We Know"). Per evitar rumors, Hamilton opta per donar a conèixer el seu afer públicament ("Hurricane") tot escrivint el fulletó de Reynolds ("The Reynolds Pamphlet"), perjudicant la seva relació amb Eliza. Com a resposta a aquests esdeveniments ella crema totes les cartes que Hamilton li va escriure, intentant així esborrar-se a si mateixa de la història ("Burn"). Philip Hamilton desafia George Eacker a un duel després que aquest insultés a Hamilton públicament. En el duel segueix els consells del seu pare, és ferit ("Blow Us All Away") i mor ("Stay Alive (Reprise)", a causa d'això, l'Alexander i l'Eliza es reconcilien ("It's Quiet Uptown") .
Jefferson i Burr són candidats a les eleccions presidencials de 1800, i l'aval de Hamilton per Jefferson ("The Election of 1800") dona lloc a una major animadversió entre Hamilton i Burr. Aquest últim acaba desafiant Hamilton a un duel mitjançant un intercanvi de cartes en les quals li recrimina que ell ha sigut el culpable de la seva desgràcia ("Your Obedient Servant"). Hamilton desperta Eliza a mitjanit i li diu que torni al llit que ell ha d'escriure una última cosa ("Best of Wives and Best of Women"). Burr i Hamilton viatgen a Nova Jersey per al duel. A l'hora de fer el duel Hamilton dispara al cel intentencionadament mentre que Burr li dispara i en el temps que la bala fereix mortalment Hamilton canta les seves últimes paraules. Hamilton mor amb Eliza i Angelica al seu costat. Burr lamenta que, encara que va sobreviure, ara és recordat com la persona que va matar a Hamilton ("The World Was Wide Enough"). El musical es tanca amb una reflexió sobre la memòria històrica, mostrant com Eliza va mantenir viu el llegat de Hamilton ("Who Lives, Who Dies, Who Tells Your Story").

## Repartiments principals

### Repartiments de producció original
| Personatge                              | Vassar workshop (2014)  | Off-Broadway(2015)     | Broadway (2015)        | Primera gira als EUA (2017) | West End (2017)  | Segona gira als EUA (2019) | Tercera gira als EUA (2019)          |
| --------------------------------------- | ----------------------- | ---------------------- | ---------------------- | --------------------------- | ---------------- | -------------------------- | ------------------------------------ |
| Alexander Hamilton                      | Lin-Manuel Miranda      | Lin-Manuel Miranda     | Lin-Manuel Miranda     | Michael Luwoye              | Jamael Westman   | Joseph Morales             | Lin-Manuel Miranda Julius Thomas III |
| Aaron Burr                              | Utkarsh Ambudkar        | Leslie Odom Jr.        | Leslie Odom Jr.        | Joshua Henry                | Giles Terera     | Nik Walker                 | Donald Webber, Jr.                   |
| Eliza Hamilton                          | Ana Nogueira            | Phillipa Soo           | Phillipa Soo           | Solea Pfeiffer              | Rachelle Ann Go  | Shoba Narayan              | Julia K. Harriman                    |
| Angelica Schuyler                       | Anika Noni va Augmentar | Renée Elise Goldsberry | Renée Elise Goldsberry | Emmy Raver-Lampman          | Rachel John      | Ta'Rea Campbell            | Sabrina Sloan                        |
| Marquis de Lafayette / Thomas Jefferson | Daveed Diggs            | Daveed Diggs           | Daveed Diggs           | Jordan Donica               | Jason Pennycooke | Kyle Scatliffe             | Simon Longnight                      |
| George Washington                       | Christopher Jackson     | Christopher Jackson    | Christopher Jackson    | Isaiah Johnson              | Obioma Ugoala    | Marcus Choi                | Isaiah Johnson                       |
| John Laurens / Philip Hamilton          | Javier Muñoz            | Anthony Ramos          | Anthony Ramos          | Rubén J. Carbajal           | Cleve Setembre   | Elijah Malcomb             | Rubén J. Carbajal                    |
| Hercules Mulligan / James Madison       | Joshua Henry            | Okieriete Onaodowan    | Okieriete Onaodowan    | Mathenee Treco              | Tarinn Callender | Fergie L. Philippe         | Brandon Armstrong                    |
| King George III                         | Joshua Henry            | Brian d'Arcy James     | Jonathan Groff         | Rory O'Malley               | Michael Jibson   | Jon Patrick Walker         | Rick Negrón                          |
| Peggy Schuyler / Maria Reynolds         | Presilah Núñez          | Jasmine Cephas Jones   | Jasmine Cephas Jones   | Amber Iman                  | Christine Allado | Danielle Sostre            | Darilyn Castillo                     |

Notes
1. ↑  El repartiment original de Broadway també apareix a l'adaptació a pel·lícula de 2020.
2. ↑  Miranda només va actuar durant les tres setmanes que el musical va fer parada a Puerto Rico

### Substitucions de repartiment notables

#### Off-Broadway
- Rei George III – Jonathan Groff (3 de març de 2015 – 3 de maig de 2015)[15]

#### Broadway

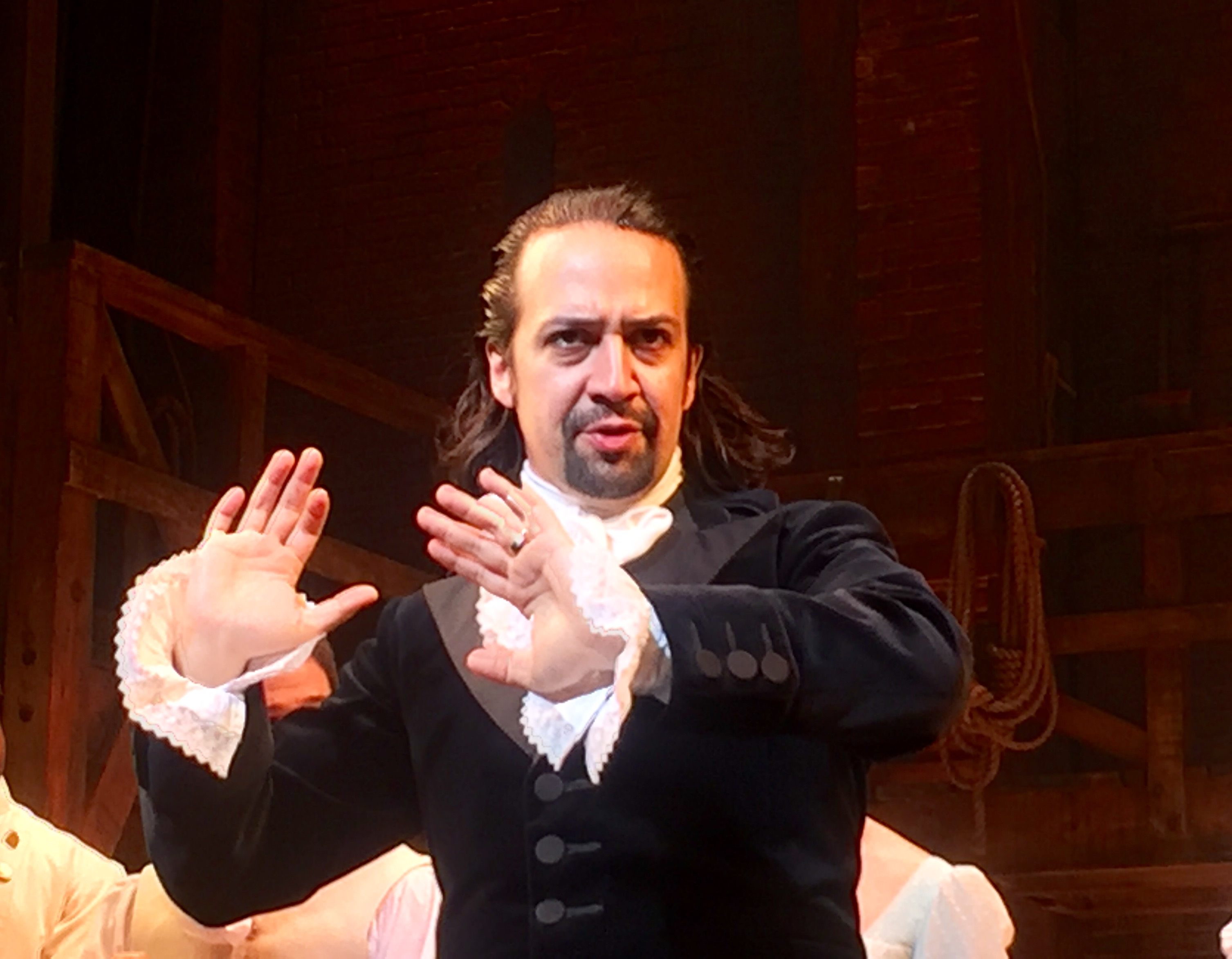
Lin-Manuel Miranda interpretant a Hamilton

- Alexander Hamilton – Javier Muñoz (11 de juliol de 2016 – 14 de gener de 2018);[16] Michael Luwoye (16 de gener de 2018 – 16 de febrer de 2019);[17][18][19] Miguel Cervantes (3 de març de 2020 - present)[20]
- Aaron Burr – Brandon Victor Dixon (23 d'agost de 2016 – 16 d'agost de 2017);[21] Daniel Breaker (29 d'agost de 2017 – present)[19][22] Daniel Breaker (29 d'agost de 2017 - 11 de març de 2020);[23] Jin Ha (14 setembre 2021 – present)[24]
- Eliza Hamilton – Lexi Lawson (12 de juliol de 2016 – 28 d'octubre de 2018);[19][21] Denée Benton (30 d'octubre de 2018 – 8 de desembre de 2019);[25][26] Krystal Joy Brown (10 de desembre de 2019 – present)[26]
- Angelica Schuyler – Mandy Gonzalez (6 de setembre de 2016 – present)[19][27]
- Marquis de Lafayette i Thomas Jefferson – Seth Stewart (15 d'agost de 2016 – 16 d'abril de 2017);[28] James Monroe Iglehart (18 d'abril de 2017– 14 de novembre de 2021);[29][30][31] Kyle Scatliffe (16 de novembre de 2021 – present)[31][32]
- John Laurens i Philip Hamilton – Jordan Fisher (22 de novembre de 2016 – 5 de març de 2017)[33]
- King George III – Andrew Rannells (27 d'octubre de 2015 – 29 de novembre de 2015);[34] Rory O'Malley (11 d'abril de 2016 – 15 de gener de 2017);[35] Taran Killam (17 de gener de 2017 – 16 d'abril de 2017);[36] Brian d'Arcy James (18 d'abril de 2017 – 16 de juliol de 2017);[37] Euan Morton (28 de juliol de 2017 – present)[38]

#### Chicago
- Aaron Burr – Wayne Brady;[39] Daniel Breaker[40]
- Angelica Schuyler – Montego Glover[41]

#### West End
- Angelica Schuyler – Allyson Ava-Brown[42]
- Rei George III – Jon Robyns

#### First National tour
- Angelica Schuyler – Sabrina Sloan,[43] Stephanie Umoh

## Números musicals
| I Acte - "Alexander Hamilton" – Aaron Burr, John Laurens, Thomas Jefferson, James Madison, Alexander Hamilton, Eliza Hamilton, George Washington & Companyia - "Aaron Burr, Sir" – Hamilton, Burr, Laurens, Marquis de Lafayette, Hercules Mulligan & Companyia - "My Shot" – Hamilton, Laurens, Lafayette, Mulligan, Burr & Companyia - "The Story of Tonight" – Hamilton, Laurens, Mulligan, Lafayette & Companyia - "The Schuyler Sisters" – Angelica Scuylar, Eliza, Peggy Scuyler, Burr & Companyia - "Farmer Refuted" – Samuel Seabury, Hamilton, Burr & Companyia - "You'll Be Back] – Rei George III & Companyia - "Right Hand Man" – Washington, Hamilton, Burr & Companyia - "A Winter's Ball" – Burr, Hamilton & Companyia - "Helpless" – Eliza & Companyia - "Satisfied" – Angelica & Companyia - "The Story of Tonight (Reprise)" – Laurens, Mulligan, Lafayette, Hamilton & Burr - "Wait for It" – Burr & Companyia - "Stay Alive" – Hamilton, Washington, Laurens, Lafayette, Mulligan, Lee, Eliza, Angelica & Companyia - "Ten Duel Commandments" – Laurens, Hamilton, Charles Lee, Burr & Companyia - "Meet Me Inside" – Hamilton, Burr, Laurens, Washington & Companyia - "That Would Be Enough" – Eliza & Hamilton - "Guns and Ships" – Burr, Lafayette, Washington & Companyia - "History Has Its Eyes on You" – Washington, Hamilton & Companyia - "Yorktown (The World Turned Upside Down)" – Hamilton, Lafayette, Laurens, Mulligan, Washington & Companyia - "What Comes Next?" – Rei George III - "Dear Theodosia" – Burr & Hamilton - "Tomorrow There'll Be More of Us" – Laurens, Eliza & Hamilton - "Non-Stop" – Burr, Hamilton, Angelica, Eliza, Washington & Companyia | II Acte - "What'd I Miss?" – Jefferson, Burr, Madison & Companyia - "Cabinet Battle #1" – Washington, Jefferson, Hamilton & Madison - "Take a Break" – Eliza, Philip Hamilton, Hamilton & Angelica - "Say No to This" – Maria Reynolds, Burr, Hamilton, James Reynolds & Companyia - "The Room Where It Happens" – Burr, Hamilton, Jefferson, Madison & Companyia - "Schuyler Defeated" – Philip, Eliza, Hamilton & Burr - "Cabinet Battle #2" – Washington, Jefferson, Hamilton & Madison - "Washington on Your Side" – Burr, Jefferson, Madison & Companyia - "One Last Time" – Washington, Hamilton & Companyia - "I Know Him" – Rei George III - "The Adams Administration" – Burr, Jefferson, Hamilton, Madison & Companyia - "We Know" – Hamilton, Jefferson, Burr & Madison - "Hurricane" – Hamilton & Companyia - "The Reynolds Pamphlet" – Jefferson, Madison, Burr, Hamilton, Angelica, James Reynolds & Companyia - "Burn" – Eliza - "Blow Us All Away" – Philip, Martha, Dolley, George Eacker, Hamilton & Companyia - "Stay Alive (Reprise)" – Hamilton, Philip, Eliza & Companyia - "It's Quiet Uptown" – Angelica, Hamilton, Eliza & Companyia - "The Election of 1800" – Jefferson, Madison, Burr, Hamilton & Companyia - "Your Obedient Servant" – Burr, Hamilton & Companyia - "Best of Wives and Best of Women" – Eliza & Hamilton - "The World Was Wide Enough" – Burr, Hamilton & Companyia - "Who Lives, Who Dies, Who Tells Your Story" – Eliza & Companyia |

Notes
1. 1 2 3 4 5  Acreditat a tota la companyia de la gravació del càsting original de Broadway.
2. ↑  "Tomorrow There'll Be More of Us", una segona repetició de la cançó "The Story of Tonight" no apareix a la gravació original del càsting de Broadway.
3. ↑  Durant la proddució Off-Broadway era titulada "One Last Ride"[44]
4. ↑  La cançó "The Reynolds Pamphlet" conté una petita part de la cançó "Congratualtions" (Off-Broadway).[44]

### Gravacions

#### Gravació original de Broadway (2015)
La gravació del Càsting Original de Hamilton a Broadway va estar disponible per l'audiència de National Public Radio (NPR) el 21 de setembre de 2015. Atlantic Records va llançar la versió digital el 25 de setembre de 2015; la versió física va ser llançada al públic el 16 d'octubre de 2015. Una versió en vinil va ser publicada. La gravació original de Broadway va guanyar el Grammy al millor àlbum de teatre musical.Totes les cançons foren escrites i compostes per Lin-Manuel Miranda. 
| 1.            | «Alexander Hamilton»                      | Leslie Odom Jr. Anthony Ramos Daveed Diggs Okieriete Onaodowan Lin-Manuel Miranda Phillipa Soo Christopher Jackson Càsting Original de Hamilton a Broadway | 3:56  |
| 2.            | «Aaron Burr, Sir»                         | Miranda Odom Jr. Ramos Diggs Onaodowan | 2:36  |
| 3.            | «My Shot»                                 | Miranda Ramos Diggs Onaodowan Odom Jr. Cast | 5:33  |
| 4.            | «The Story of Tonight»                    | Miranda Ramos Onaodowan Diggs Cast | 1:31  |
| 5.            | «The Schuyler Sisters»                    | Renée Elise Goldsberry Soo Jasmine Cephas-Jones Odom Jr. Cast                                                                                              | 3:06  |
| 6.            | «Farmer Refuted»                          | Thayne Jasperson Miranda Cast | 1:52  |
| 7.            | «You'll Be Back»                          | Jonathan Groff Cast | 3:28  |
| 8.            | «Right Hand Man»                          | Jackson Miranda Odom Jr. Cast | 5:21  |
| 9.            | «A Winter's Ball»                         | Odom Jr. Miranda Cast | 1:09  |
| 10.           | «Helpless»                                | Soo Cast | 4:09  |
| 11.           | «Satisfied»                               | Goldsberry Cast | 5:29  |
| 12.           | «The Story of Tonight (Reprise)»          | Ramos Onaodowan Diggs Miranda Odom Jr. | 1:55  |
| 13.           | «Wait for It»                             | Odom Jr. Cast | 3:13  |
| 14.           | «Stay Alive»                              | Cast | 2:39  |
| 15.           | «Ten Duel Commandments»                   | Ramos Miranda Jon Rua Odom Jr. Cast | 1:46  |
| 16.           | «Meet Me Inside»                          | Miranda Odom Jr. Ramos Jackson Cast | 1:23  |
| 17.           | «That Would Be Enough»                    | Soo Miranda | 2:58  |
| 18.           | «Guns and Ships»                          | Odom Jr. Diggs Jackson Cast | 2:07  |
| 19.           | «History Has Its Eyes On You»             | Jackson Miranda Cast | 1:37  |
| 20.           | «Yorktown (The World Turned Upside Down)» | Cast | 4:02  |
| 21.           | «What Comes Next?»                        | Groff | 1:39  |
| 22.           | «Dear Theodosia»                          | Odom Jr. Miranda | 3:04  |
| 23.           | «Non-Stop»                                | Odom Jr. Miranda Goldsberry Soo Jackson Cast | 6:25  |
| Durada total: | Durada total:                             | Durada total: | 70:58 |

| 1.            | «What'd I Miss»                             | Diggs Odom Jr. Onaodowan Cast                                  | 3:56  |
| 2.            | «Cabinet Battle #1»                         | Jackson Diggs Miranda Onaodowan                                | 3:35  |
| 3.            | «Take a Break»                              | Soo Ramos Miranda Goldsberry                                   | 4:46  |
| 4.            | «Say No to This»                            | Cephas-Jones Odom Jr. Miranda Sydney James Harcourt Cast       | 4:02  |
| 5.            | «The Room Where It Happens»                 | Odom Jr. Miranda Diggs Onaodowan Cast                          | 5:18  |
| 6.            | «Schuyler Defeated»                         | Ramos Soo Miranda Odom Jr.                                     | 1:03  |
| 7.            | «Cabinet Battle #2»                         | Jackson Diggs Miranda Onaodowan                                | 2:22  |
| 8.            | «Washington On Your Side»                   | Odom Jr. Diggs Onaodowan Cast                                  | 3:01  |
| 9.            | «One Last Time»                             | Jackson Miranda Cast                                           | 4:56  |
| 10.           | «I Know Him»                                | Groff                                                          | 1:37  |
| 11.           | «The Adams Administration»                  | Cast                                                           | 0:54  |
| 12.           | «We Know»                                   | Miranda Diggs Odom Jr. Onaodowan                               | 2:22  |
| 13.           | «Hurricane»                                 | Miranda Cast                                                   | 2:23  |
| 14.           | «The Reynolds Pamphlet»                     | Cast                                                           | 2:08  |
| 15.           | «Burn»                                      | Soo                                                            | 3:45  |
| 16.           | «Blow Us All Away»                          | Ramos Ariana DeBose Sasha Hutchings Ephraim Sykes Miranda Cast | 2:53  |
| 17.           | «Stay Alive (Reprise)»                      | Miranda Ramos Soo Cast                                         | 1:51  |
| 18.           | «It's Quiet Uptown»                         | Goldsberry Miranda Soo Cast                                    | 4:30  |
| 19.           | «The Election of 1800»                      | Diggs Onaodowan Odom Jr. Miranda Cast                          | 3:57  |
| 20.           | «Your Obedient Servant»                     | Odom Jr. Miranda Cast                                          | 2:30  |
| 21.           | «Best of Wives and Best of Women»           | Soo Miranda                                                    | 0:47  |
| 22.           | «The World Was Wide Enough»                 | Odom Jr. Miranda Cast                                          | 5:02  |
| 23.           | «Who Lives, Who Dies, Who Tells Your Story» | Cast                                                           | 3:37  |
| Durada total: | Durada total:                               | Durada total:                                                  | 71:15 |

#### The Hamilton Mixtape (2016)
The Hamilton Mixtape, una recopilació de remixs, covers i proves de les cançons del musical, va ser publicat el 2 de desembre de 2016.

#### The Hamilton Instrumentals (2017) and Hamiltunes
The Hamilton Instrumentals, l'edició instrumental de la gravació original de Broadway (sense veus), va ser publicat el 30 de juny de 2017.

#### Hamildrops (2017-2018)
Miranda va anunciar que una nova sèrie de 12 enregistraments relacionats amb Hamilton, anomenada Hamildrops, seria publicada un cop al mes, començant el desembre de 2017 i acabant el desembre de 2018. La primera pista, publicat el 15 de desembre de 2017, va ser "Ben Franklin's Song" de The Decemberists, que contenia lletres que Miranda va escriure durant el desenvolupament de Hamilton. Miranda feia temps que s'imaginava a Benjamin Franklin cantant d'una manera "decembrista" i finalment va enviar la lletra a Colin Meloy, qui va fer-hi una base musical.
El segon llançament, fet el 25 de gener del 2018, va ser "Wrote My Way Out (Remix)", una versió remix d'una cançó de The Hamilton Mixtape, amb Royce Da 5'9 ", Joyner Lucas, Black Thought i Aloe Blacc.
El tercer llançament, estrenat 2 de març del 2018, va ser "The Hamilton Polka" de "Weird Al" Yankovic, una barreja d'estil polka d'algunes de les cançons del musical. Fan de Yankovic des de la infància, Miranda es va fer amic d’ell després d’intentar desenvolupar un musical junts.
El quart llançament, publicat el 19 de març del 2018, va ser "Found / Tonight" de Lin-Manuel Miranda i Ben Platt. Un mash-up de les cançons "You Will Be Found" del musical de 2015 Dear Evan Hansen i "The Story of Tonight" de Hamilton. Una part de la recaptació es va destinar a la iniciativa March for Our Lives, creada després del tiroteig a l'escola secundària Stoneman Douglas.
El cinquè llançament, publicat el 30 d'abril del 2018, va ser "First Burn", i és cantada per cinc actrius que han donat vida a Eliza Hamilton a les produccions del musical: Arianna Afsar (companyia original de Chicago), Julia Harriman (primera gira nacional), Shoba Narayan (segona gira original), Rachelle Ann Go (companyia original del West End) i Lexi Lawson (Broadway). La cançó és el primer esborrany de "Burn" escrit per Miranda.
El sisè llançament, estrenat el 31 de maig de 2018, va ser una cover de "Helpless", interpretada per The Regrettes. Miranda dir que a Mike Elizondo, un productor que treballava amb la banda, va suggerir la idea i ell va acceptar immediatament.
El setè llançament, el 18 de juny del 2018, va ser "Boom Goes the Cannon ..." de Mobb Deep. La cançó, que incorpora una mostra del "Right Hand Man" del musical, va ser una de les últimes gravades per Havoc i Prodigy, abans de la mort de Prodigy el juny del 2017.
El vuitè llançament, "Rise Up, Wise Up, Eyes Up", del duo francès Ibeyi, es va publicar el 31 d'agost de 2018.
El novè llançament, titulat "A Forgotten Spot (Olvidado)", compta amb els cantants porto-riquenys Zion & Lennox, De La Ghetto, Ivy Queen, PJ Sin Suela i Lucecita Benítez. Va ser llançat el 20 de setembre de 2018 per Atlantic Records i Warner Music Group. La cançó va ser escrita per Miranda, juntament amb la resta de col·laboradors. La cançó es va publicar en l’aniversari d’un any de l’huracà Maria, que va afectar directament Puerto Rico el 2017.
El desè llançament, una interpretació de "Theodosia Reprise" de Sara Bareilles, va debutar la nit abans de Halloween de 2018. Va comptar amb Alex Lacamoire al piano i Questlove of The Roots a la bateria. La cançó havia d'aparèixer a l'Acte 2, però va ser eliminada de la producció final.
L'onzena versió va ser "Cheering For Me Now", una cançó original amb música de John Kander i lletra de Miranda. Es va llançar el 20 de novembre de 2018. El llançament inclou Miranda interpretant a Alexander Hamilton i un arranjament d’Alex Lacamoire.
El 20 de desembre de 2018 es va publicar la cançó final. "One Last Time (44 Remix)" compta amb la veu de Christopher Jackson (George Washington en la producció de Broadway), el cantant de gospel i R&B BeBe Winans i l'expresident dels Estats Units Barack Obama. Es basa en "One Last Time". El 44 fa referència a Obama, qui va ser el 44è president dels Estats Units.

## Produccions

### Off-Broadway (2015)
Dirigit per Thomas Kail i coreografiat per Andy Blankenbuehler, el musical va estrenar-se mundialment al The Public Theatre, sota la supervisió del director artístic Oskar Eustis. Les pre-estrenes van començar el 20 de gener de 2015 i l'estrena oficial va ser el 17 de febrer. La producció es va allargar dues vegades, primer fins al 5 d'abril i després fins al 3 de maig.

### Broadway (2015–present)
Hamilton va estrenar-se a Broadway al Teatre Richard Rodgers, amb les pre-estrenes el 13 de juliol de 2015 i l'estrena el 16 d'agost. Com a la producció de Off-Broadway, el musical va ser produït per Seller, amb decorats de David Korins, vestuaris de Paul Tazewell, il·luminació de Howell Binkley i so de Nevin Steinberg. El musical, segons la pàgina de ressenyes Did He Like It, van guanyar aclamació mundial.
El musical va ser ben rebut per la crítica i va guanyar 11 Premis Tony, incloent Millor Musical.
El 12 de març de 2020, a causa de la pandèmia de COVID-19, la producció va ser suspesa. El musical es tornarà a oferir a partir del 14 de setembre de 2021.

### Chicago (2016–2020)
Les pre-estrenes van començar el 27 de setembre de 2016 al Teatre CCIB de Chicago. En la seva primera actuació, la producció de Chicago va rebre crítiques positives. La producció va fer la seva última actuació el 5 de gener de 2020, després de 1,341 actuacions. Els guanys van arribar als 400 milions de dòlars, convertint-se així en la producció que més ha guanyat a Chicago.

### Produccions de Tours Nord-Americans (2017–present)

#### Angelica Tour/Philip Tour (2017–present)
A finals de gener de 2016, plans per fer una gira nacional de Hamilton van sorgir. Inicialment, el tour havia de comptar amb més de 20 parades, començant al 2017 i, com a mínim, acabar al 2020. Les entrades per San Francisco, la primera parada de la gira, es van acabar en 24 hores. La pre-estrena de la producció va tenir lloc el 10 de març de 2017 al Teatre SHN Orpheum de San Francisco. La producció va obrir oficialment el 23 de març i va tancar el 5 d'agost, després es va traslladar al Teatre Hollywood Pantages, a Los Angeles, des del dia 11 d'agost fins al 30 de desembre de 2017.
Pocs dies després de l'estrena a San Francisco, notícies deien que un segon tour de Hamilton començaria a Seattle i que s'estaria allà durant sis setmanes, just abans de fer una gira pels EE.UU, simultàniament amb el primer tour. Per distingir la primera gira de la segona, els equips de producció van posar noms a les gires, la primera la van anomenar "Angelica Tour" i la segona "Philip Tour.
El Philip Tour va començar les pre-estrenes al Teatre Paramount a Seattle el 6 de febrer de 2018 i va estrenar-se oficialment nou dies més tard, el 15 de febrer.
Hamilton va estrenar-se a Canadà quan el Philip Tour va començar els tres mesos planejats d'actuacions al Teatre Ed Mirvish, a Toronto, el dia 11 de febrer de 2020. El musical havia de funcionar fins al 17 de maig de 2020, però la pandèmia de COVID-19 va fer que les funcions s'aturessin el 14 de març.

#### Puerto Rico/San Francisco [And Peggy Tour] (2019–present)
Els productors van anunciar la formació d’una tercera companyia de gira el 8 de novembre de 2017, batejada com a "And Peggy Tour". Debutaria en una edició del 8 al 27 de gener de 2019 al Teatro UPR de la Universitat de Puerto Rico a San Juan, amb Lin-Manuel Miranda que reprendria el paper principal. Després de Puerto Rico, la producció es va traslladar a San Francisco i una altra persona va interpretar a Hamilton.
Julius Thomas III va agafar el paper d’Alexander Hamilton quan And Peggy Tour es va traslladar a San Francisco, on es va obrir el 21 de febrer de 2019. And Peggy Tour està fixat a San Francisco per a una llarga residència sense dates de viatge previstes.

#### Los Angeles (2020–present)
Una nova producció a Los Angeles al Teatre Hollywood Pantages havia d'estrenar-se el 12 de març i estar-s'hi fins 22 de novembre de 2020, però la data de l'estrena va ser suspesa a causa de la pandèmia de coronavirus.

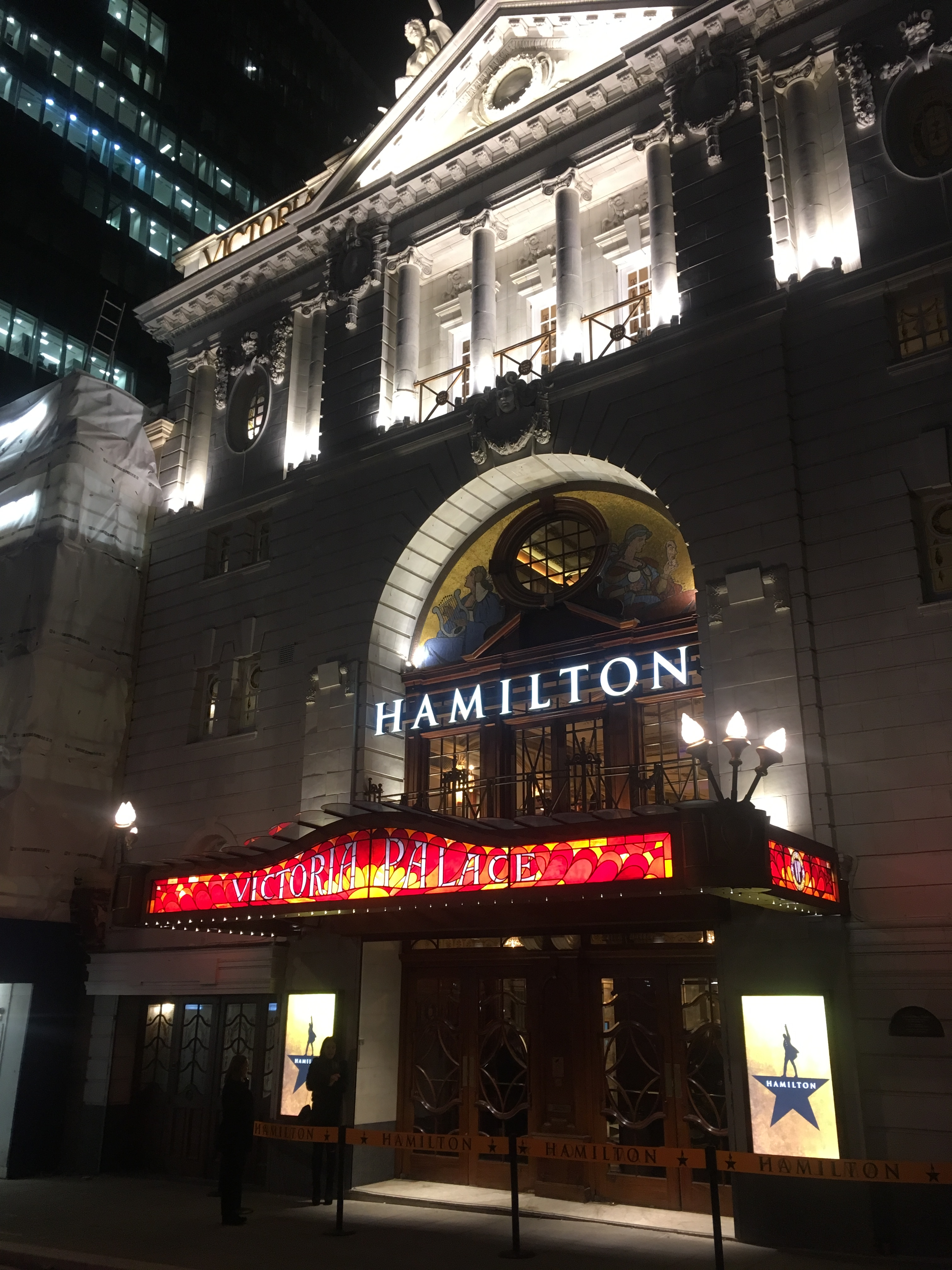
Hamilton al Teatre Victoria Palace, Londres, el desembre de 2017

### West-End (2017–present)
Cameron Mackintosh va produir una producció que va obrir al Teatre Victoria Palace el 21 de desembre de 2017, després de les pre-estrenes el 6 de desembre. El repartiment es va anunciar el 26 de gener de 2017. A l'igual que les altres produccions de Hamilton, la de Londres va rebre crítiques positives.
El 16 de març de 2020. la producció es va haver d'aturar a causa de la Pandèmia de COVID-19. El juny de 2020 es va anunciar que la producció no es tornaria a obrir fins al següent any. Les funcions es van reprendre el 19 d'agost de 2021.

### Hamburg (2021)
D'acord amb Forbes, Stage Entertainment deixarà que una producció en alemany estreni al Operettenhaus, a Hamburg. Estava previst que obrís durant el novembre de 2021, però a causa de la pandèmia de COVID-19 l'estrena serà el març de 2022.

### Australia (2021–present)
Hamilton es va estrenar al Sydney Lyric Theatre, amb preestrenes a partir del 17 de març de 2021. La companyia australiana està liderada per Jason Arrow com a Alexander Hamilton, Chloé Zuel com a Eliza Hamilton, Lyndon Watts com a Aaron Burr, Akina Edmonds com a Angelica Schuyler, Matu Ngaropo com George Washington, Victory Ndukwe com a marquès de Lafayette / Thomas Jefferson, Shaka Cook com a Hercules Mulligan / James Madison, Marty Alix com a John Laurens / Philip Hamilton, Elandrah Eramiha com a Peggy Schuyler / Maria Reynolds i Brent Hill com a Rei George III. La producció es va veure obligada a suspendre les funcions a causa de la segona onada de Covid-19 s Sydney el 25 de juny de 2021. Les actuacions començaran el 19 d'octubre, després d'una millora significativa del percentatge de persones vacunades.
La producció obrirà a Melbourne al Teatre Her Majesty el 16 de març de 2022, un any després de l’obertura a Sydney.

## Premis i nominacions

### Producció original Off-Broadway
| Any  | Premi                                        | Categoria                                                    | Nominat                                                               | Resultat  |
| ---- | -------------------------------------------- | ------------------------------------------------------------ | --------------------------------------------------------------------- | --------- |
| 2015 | Lucille Lortel Awards                        | Musical Excepcional                                          | Musical Excepcional                                                   | Guanyador |
| 2015 | Lucille Lortel Awards                        | Director excepcional                                         | Thomas Kail                                                           | Guanyador |
| 2015 | Lucille Lortel Awards                        | Coreògraf excepcional                                        | Andy Blankenbuehler                                                   | Guanyador |
| 2015 | Lucille Lortel Awards                        | Actor principal excepcional en un musical                    | Lin-Manuel Miranda                                                    | Guanyador |
| 2015 | Lucille Lortel Awards                        | Actor principal excepcional en un musical                    | Leslie Odom Jr.                                                       | Nominat   |
| 2015 | Lucille Lortel Awards                        | Actriu principal excepcional en un musical                   | Phillipa Soo                                                          | Guanyador |
| 2015 | Lucille Lortel Awards                        | Actor excepcional en un musical                              | Daveed Diggs                                                          | Guanyador |
| 2015 | Lucille Lortel Awards                        | Actor excepcional en un musical                              | Brian d'Arcy James                                                    | Nominat   |
| 2015 | Lucille Lortel Awards                        | Actriu excepcional en un musical                             | Renée Elise Goldsberry                                                | Guanyador |
| 2015 | Lucille Lortel Awards                        | Disseny de vestuari excepcional                              | Paul Tazewell                                                         | Guanyador |
| 2015 | Lucille Lortel Awards                        | Disseny de llum excepcional                                  | Howell Binkley                                                        | Guanyador |
| 2015 | Lucille Lortel Awards                        | Disseny de so excepcional                                    | Nevin Steinberg                                                       | Guanyador |
| 2015 | Premis de Cercle de Crítics exteriors        | Producció de musical excepcional a l'Off Broadway            | Producció de musical excepcional a l'Off Broadway                     | Guanyador |
| 2015 | Premis de Cercle de Crítics exteriors        | Llibret excepcional d'un musical                             | Lin-Manuel Miranda                                                    | Guanyador |
| 2015 | Premis de Cercle de Crítics exteriors        | Nova partitura excepcional                                   | Lin-Manuel Miranda                                                    | Guanyador |
| 2015 | Premis de Cercle de Crítics exteriors        | Director excepcional d'un musical                            | Thomas Kail                                                           | Nominat   |
| 2015 | Premis de Cercle de Crítics exteriors        | Coreògraf excepcional                                        | Andy Blankenbuehler                                                   | Nominat   |
| 2015 | Drama League Awards                          | Producció excepcional d'un musical a Broadway o Off-Broadway | Producció excepcional d'un musical a Broadway o Off-Broadway          | Nominat   |
| 2015 | Drama League Awards                          | Actuació distingida                                          | Daveed Diggs                                                          | Nominat   |
| 2015 | Drama League Awards                          | Actuació distingida                                          | Lin-Manuel Miranda                                                    | Nominat   |
| 2015 | Drama Desk Awards                            | Musical Excepcional                                          | Musical Excepcional                                                   | Guanyador |
| 2015 | Drama Desk Awards                            | Actor excepcional en un Musical                              | Lin-Manuel Miranda                                                    | Nominat   |
| 2015 | Drama Desk Awards                            | Actor principal excepcional en un Musical                    | Leslie Odom Jr.                                                       | Nominat   |
| 2015 | Drama Desk Awards                            | Actriu de Reaprtiment Excepcional en un Musical              | Renée Elise Goldsberry                                                | Guanyador |
| 2015 | Drama Desk Awards                            | Director excepcional d'un Musical                            | Thomas Kail                                                           | Guanyador |
| 2015 | Drama Desk Awards                            | Música excepcional                                           | Lin-Manuel Miranda                                                    | Guanyador |
| 2015 | Drama Desk Awards                            | Lletres excepcionals                                         | Lin-Manuel Miranda                                                    | Guanyador |
| 2015 | Drama Desk Awards                            | Llibret excepcional d'un Musical                             | Lin-Manuel Miranda                                                    | Guanyador |
| 2015 | Drama Desk Awards                            | Orquestracions excepcionals                                  | Alex Lacamoire                                                        | Nominat   |
| 2015 | Drama Desk Awards                            | Disseny de Conjunt excepcional                               | David Korins                                                          | Nominat   |
| 2015 | Drama Desk Awards                            | Disseny de Vestit excepcional                                | Paul Tazewell                                                         | Nominat   |
| 2015 | Drama Desk Awards                            | Disseny d'Enllumenat excepcional                             | Howell Binkley                                                        | Nominat   |
| 2015 | Drama Desk Awards                            | Disseny de So excepcional en un Musical                      | Nevin Steinberg                                                       | Guanyador |
| 2015 | Drama Desk Awards                            | Premi especial ‡                                             | Andy Blankenbuehler                                                   | Guanyador |
| 2015 | New York Drama Critics' Circle Awards        | Millor Musical                                               | Millor Musical                                                        | Guanyador |
| 2015 | Off Broadway Alliance Awards                 | Millor Nou Musical                                           | Millor Nou Musical                                                    | Guanyador |
| 2015 | Theater World Awards                         | Actuació de Debut excepcional                                | Daveed Diggs                                                          | Guanyador |
| 2015 | Clarence Derwent Awards                      | Actriu més prometadora                                       | Phillipa Soo                                                          | Guanyador |
| 2015 | Obie Awards                                  | Millor obra de teatre nova americana                         | Lin-Manuel Miranda, Thomas Kail, Andy Blankenbuehler i Alex Lacamoire | Guanyador |
| 2015 | Edgerton Foundation New American Play Awards | Edgerton Foundation New American Play Awards                 | Edgerton Foundation New American Play Awards                          | Guanyador |

‡ Blankenbuehler va rebre un premi especial dels "Drama Desk" per "la seva coreografia inspiradora i que para el cor a Hamilton, cosa que és indispensable per l'storytelling del musical. La seva feina és versàtil, però amb un estil dinàmic i fluid que és evident. Quan és el seu moment de 'take his shot', Blankenbuehler fa diana."

### Producció Original de Broadway
El musical actualment té el rècord de més nominacions als Premis Tony amb 16 nominacions (tanmateix, degut a solapaments, només hauria pogut guanyar 13 premis). Al final va guanyar 11 premis, i es va quedar a un per arribar al rècord de premis, que té l'obra The Producers amb 12 premis.
| Any  | Premi                              | Categoria                                                             | Nominat | Resultat  |
| ---- | ---------------------------------- | --------------------------------------------------------------------- | --- | --------- |
| 2016 | Premi Tony                         | Millor Musical                                                        | Millor Musical | Guanyador |
| 2016 | Premi Tony                         | Millor Llibret de Musical                                             | Lin-Manuel Miranda | Guanyador |
| 2016 | Premi Tony                         | Millor Banda Sonora                                                   | Lin-Manuel Miranda | Guanyador |
| 2016 | Premi Tony                         | Millor Actor Protagonista de Musical                                  | Lin-Manuel Miranda | Nominat   |
| 2016 | Premi Tony                         | Millor Actor Protagonista de Musical                                  | Leslie Odom Jr. | Guanyador |
| 2016 | Premi Tony                         | Millor Actriu Protagonista de Musical                                 | Phillipa Soo | Nominat   |
| 2016 | Premi Tony                         | Millor Actor de Repartiment de Musical                                | Daveed Diggs | Guanyador |
| 2016 | Premi Tony                         | Millor Actor de Repartiment de Musical                                | Jonathan Groff | Nominat   |
| 2016 | Premi Tony                         | Millor Actor de Repartiment de Musical                                | Christopher Jackson | Nominat   |
| 2016 | Premi Tony                         | Millor Actriu de Repartiment de Musical                               | Renée Elise Goldsberry | Guanyador |
| 2016 | Premi Tony                         | Millor Escenografia de Musical                                        | David Korins | Nominat   |
| 2016 | Premi Tony                         | Millor Vestuari de Musical                                            | Paul Tazewell | Guanyador |
| 2016 | Premi Tony                         | Millor Il·luminació de Musical                                        | Howell Binkley | Guanyador |
| 2016 | Premi Tony                         | Millor Direcció de Musical                                            | Thomas Kail | Guanyador |
| 2016 | Premi Tony                         | Millor Coreografia de Musical                                         | Andy Blankenbuehler | Guanyador |
| 2016 | Premi Tony                         | Millor Partitura de Musical                                           | Alex Lacamoire | Guanyador |
| 2016 | Drama League Awards                | Producció excepcional d'un musical de Broadway o Off-Broadway         | Producció excepcional d'un musical de Broadway o Off-Broadway | Guanyador |
| 2016 | Drama League Awards                | Actuació distingida                                                   | Daveed Diggs | Nominat   |
| 2016 | Drama League Awards                | Actuació distingida                                                   | Lin-Manuel Miranda | Guanyador |
| 2016 | Premi Pulitzer                     | Teatre                                                                | Lin-Manuel Miranda | Guanyador |
| 2016 | Grammy Premis                      | Millor Àlbum de Teatre Musical                                        | Daveed Diggs, Renée Elise Goldsberry, Jonathan Groff, Christopher Jackson, Jasmine Cephas Jones, Lin-Manuel Miranda, Leslie Odom Jr., Okieriete Onaodowan, Anthony Ramos & Phillipa Soo (solistes principals); Alex Lacamoire, Lin-Manuel Miranda, Bill Sherman, Ahmir Thompson & Tariq Trotter (productors); Lin-Manuel Miranda (compositor & lletra) | Guanyador |
| 2016 | Premis Fred and Adele Astaire      | Conjunt Excepcional en un expectacle de Broadway                      | Conjunt Excepcional en un expectacle de Broadway | Nominat   |
| 2016 | Premis Fred and Adele Astaire      | Millor Coreografia                                                    | Andy Blankenbuehler | Guanyador |
| 2016 | Premis Fred and Adele Astaire      | Millor Ballarí                                                        | Daveed Diggs | Nominat   |
| 2016 | NAACP Image Awards                 | Duo, Grup o Col·laboració Excepcional                                 | Repartiment Original de Broadway | Nominat   |
| 2016 | Dramatists Guild of America Awards | Premi de Frederick Loewe per la Composició Dramàtica                  | Lin-Manuel Miranda | Guanyador |
| 2016 | Edward M. Kennedy Award            | Obra Inspirada en la Història Americana                               | Lin-Manuel Miranda | Guanyador |
| 2017 | Billboard Music Awards             | Millor àlbum/Banda sonora                                             | Millor àlbum/Banda sonora | Guanyador |
| 2018 | Kennedy Centre Honors              | Lin-Manuel Miranda, Andy Blankenbuehler, Alex Lacamoire i Thomas Kail | Lin-Manuel Miranda, Andy Blankenbuehler, Alex Lacamoire i Thomas Kail | Guanyador |

### Producció Original de West End
| Any  | Premi                            | Categoria                                  | Nominat(s)                          | Resultat   |
| ---- | -------------------------------- | ------------------------------------------ | ----------------------------------- | ---------- |
| 2017 | Premis de teatre Critics' Circle | Millor musical                             | Millor musical                      | Guanyador  |
| 2018 | Premis Laurence Olivier          | Millor musical nou                         | Millor musical nou                  | Guanyador  |
| 2018 | Premis Laurence Olivier          | Millor música                              | Alex Lacamoire & Lin-Manuel Miranda | Guanyadors |
| 2018 | Premis Laurence Olivier          | Millor actor en un musical                 | Giles Terera                        | Guanyador  |
| 2018 | Premis Laurence Olivier          | Millor actor en un musical                 | Jamael Westman                      | Nominat    |
| 2018 | Premis Laurence Olivier          | Millor actor de repartiment en un musical  | Michael Jibson                      | Guanyador  |
| 2018 | Premis Laurence Olivier          | Millor actor de repartiment en un musical  | Jason Pennycooke                    | Nominat    |
| 2018 | Premis Laurence Olivier          | Millor actor de repartiment en un musical  | Cleve September                     | Nominat    |
| 2018 | Premis Laurence Olivier          | Millor actriu de repartiment en un musical | Rachel John                         | Nominada   |
| 2018 | Premis Laurence Olivier          | Millor disseny de vestuari                 | Paul Tazewell                       | Nominat    |
| 2018 | Premis Laurence Olivier          | Millor disseny d'il·luminació              | Howell Binkley                      | Guanyador  |
| 2018 | Premis Laurence Olivier          | Millor disseny de so                       | Nevin Steinberg                     | Guanyador  |
| 2018 | Premis Laurence Olivier          | Millor director                            | Thomas Kail                         | Nominat    |
| 2018 | Premis Laurence Olivier          | Millor coreògraf teatral                   | Andy Blankenbuehler                 | Guanyador  |

## Adaptació de pel·lícula
El 10 de febrer de 2017, Miranda va revelar que l'escriptora del llibret de In the Heights, Quiara Alegría Hudes, va escriure un guió per una adaptació de la pel·lícula d'Hamilton, però va assegurar que, tot i que algun dia es faria una pel·lícula, no seria "fins d'aquí anys, de manera que la gent tingui temps de sobres de veure primer la versió a l'escenari." El 6 de juliol de 2020, després que es pengés a Disney+ la gravació en viu de l'enregistrament de l'obra amb el repartiment original, Miranda va dir que les possibilitats que el musical s'adaptés a una pel·lícula de narrativa eren poques, dient "no m'agraden moltes adaptacions a pel·lícules de musicals, perquè és complicat d'adaptar... No sé com seria una versió cinematogràfica de 'Hamilton'. Si hagués pogut, ho hauria escrit com a pel·lícula."